# Baadasss TV
Baadasss TV est une émission de télévision britannique consacrée à la mode et la culture diffusée sur Channel 4 entre 1994 et 1996. Elle est présentée par Andi Oliver (en) et le rappeur Ice-T.